# Adolf von Hildebrand

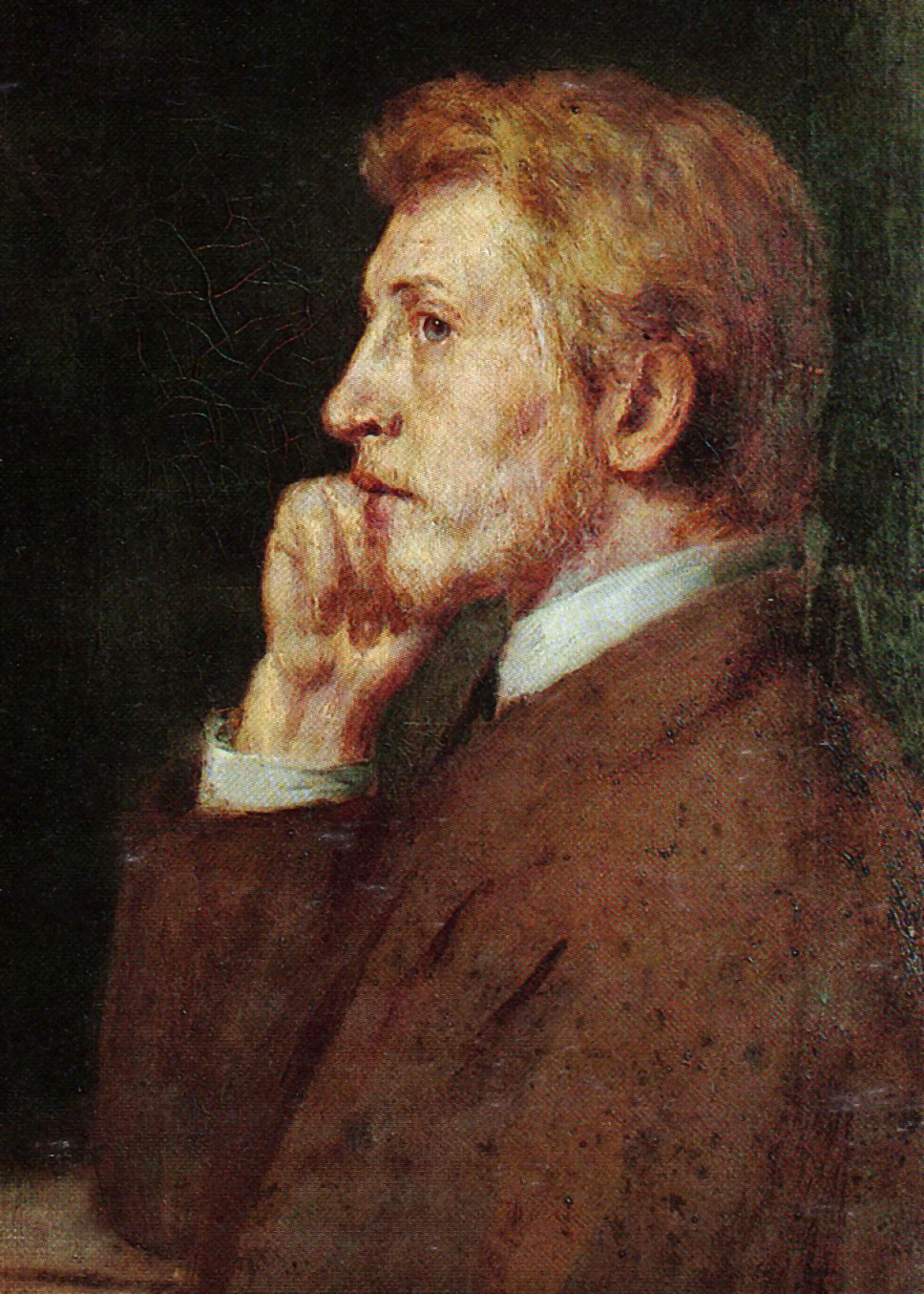
Adolf Hildebrand (1870)

Adolf von Hildebrand (Marburgo, 6 ottobre 1847 – Monaco, 18 gennaio 1921) è stato uno scultore e scrittore tedesco.

## Biografia

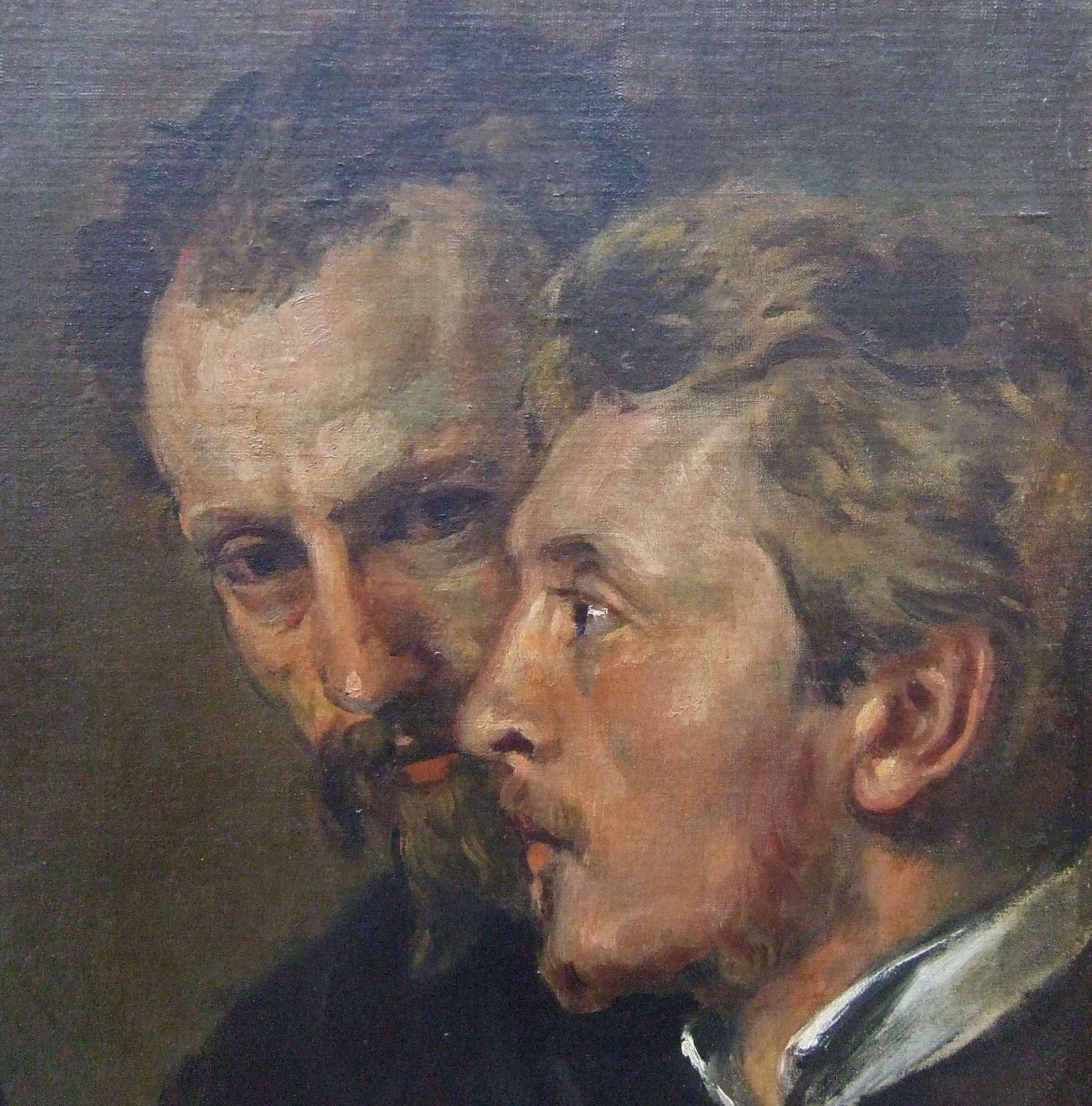
Hans von Marées (a sinistra) e Adolf Hildebrand (1873)

Hildebrand visse e fu attivo sia in Italia che in Germania. |Fra il 1880 e la fine della grande guerra, fu considerato il più importante scultore tedesco del suo tempo. Il figlio, Dietrich von Hildebrand, fu un importante filosofo e teologo cattolico. 
Ammiratore dell'opera di Auguste Rodin, nato 7 anni prima di lui, Hildebrand ebbe in comune col maestro francese gli obiettivi della massima riduzione e dell'eliminazione del superfluo, sia figurativo che psicologico. A differenza di Rodin, che tendeva verso il 'non finito', Hildebrand cercava sempre la forma chiara, netta e classica, specialmente nella figurazione del corpo umano. 
Nel 1867, Hildebrand giunse a Roma e fece conoscenza col pittore Hans von Marées e col filosofo Konrad Fiedler. Innumerevoli discussioni tra di loro furono molto fertili per Hildebrand. Stimolato da Fiedler, iniziò ad occuparsi della teoria dell'arte, specialmente in riguardo al suo lavoro di scultore. A questo proposito scrisse il suo libro Il problema della forma nell'arte figurativa, un testo molto discusso ed apprezzato ancora nel ventunesimo secolo. Il libro tratta ampiamente della genesi fisiologica e psicologica dell'opera tridimensionale, considerandone specialmente le leggi dell'occhio umano. Il libro è una sorta di guida per giovani scultori che si fonda sulla propria esperienza nel processo creativo.
Il primo a commissionare un'opera di Hildebrand fu lo stesso Fiedler nel 1870, che lo incaricò di creare un ritratto e la statuetta Ragazzo che beve, conservato alla Galleria Nazionale di Berlino. Tre anni dopo, Hildebrand e Marées lavorarono assieme alla Stazione Zoologica di Napoli, dove influì sull'aspetto esteriore. Nel 1873, Hildebrand si stabilì a Firenze, dove si sposò. Rimase e lavorò a Firenze per i venti anni successivi e si dedicò soprattutto a ritratti, statue, rilievi ed a monumenti sepolcrali. L'autodidatta Hildebrand si fece ispirare dai maestri del passato.
Nel 1889, Hildebrand vinse il concorso per una fontana monumentale nel centro di Monaco di Baviera e fu incaricato di eseguire l'opera. Condizione dell'incarico era di trasferire la propria residenza nella capitale bavarese: Hildebrand accettò, però mantenne la sua casa fiorentina. Sette anni dopo, a Hildebrand fu offerta la direzione della classe di scultura dell'accademia di Monaco. Nel suo contratto, Hildebrand fece scrivere di voler formare studenti esperti nella lavorazione della pietra, arte da lui stesso eseguita alla perfezione. Hildebrand rifiutò ogni salario e accettò solo il rimborso dei costi per la pietra. L'impegno accademico terminò nel 1910, dopo un leggero colpo apoplettico.
Durante il soggiorno a Firenze, Hildebrand creò innumerevoli statue. Sempre a Firenze collaborò con la Manifattura di Signa. A Monaco di Baviera poi si dedicò unicamente a statue e rilievi su commissione, specialmente per fontane, ma anche per tombe e sepolcri.
Rimangono circa 25 rilievi del periodo fiorentino che si trovano in diverse case della capitale toscana. Spesso rappresentano coppie, raramente anche gruppi umani o animali.
Hildebrand fu uno dei migliori ritrattisti del suo tempo. Ci ha lasciato circa 250 ritratti, 85 rilievi inclusi. Le personalità ritratte sono perlopiù famosi scienziati, inventori, nobili, artisti e musicisti contemporanei.
Oltre alle statue del primo periodo e al suo libro, sono soprattutto le sue cinque fontane monumentali che fondano la fama dello scultore. Hildebrand progettò 15 monumenti, cercando di inserirli in armonia con i dintorni urbani o paesaggistici. Lo stesso vale per le numerose tombe da lui concepite e per i mausolei. L'interesse dell'artista per l'architettura e per luoghi urbani determina molte sue opere, soprattutto le fontane. Hildebrand ci ha lasciato considerevoli progetti architettonici, quasi mai realizzati.

## Opere
- Adolf von Hildebrand, Il problema della forma nell'arte figurativa, Editore Aesthetica, 2023, ISBN 978-88-77262004.

### Fontane
- La fontana Wittelsbach, Monaco di Baviera, 1895
- La fontana padre Reno, Strasburgo, 1903, Spostata nel 1918 a Monaco di Baviera
- Due pitture in Villa Apuana ex Villa Siemens, Forte dei Marmi (LU), allegoria della montagna e del mare. Bimbetto su delfino in un tondo con ghirlanda di fiori. Vaso di fiori su un sovraporta.